# 鲢碘泡虫
鲢碘泡虫（学名：Myxobolus drjagini）为碘泡科碘泡虫属的动物。分布于俄罗斯以及浙江、辽宁、江苏、湖北、湖南、福建、河北(、山东、四川、陕西等，营寄生生活，寄生在鳃耙、体表、眼窝、心、脑拟淋巴液、脑、肾、鳔、肠、胆囊、体腔、鳍（鲢）、肝（鲢、鳙）。